# European Tour July 2012
European Tour July 2012 es el nombre de la gira por Europa de la cantante-compositora mexicana Julieta Venegas. Empezará el 4 de julio de 2012 en Paris, Francia y seguirá por varias ciudades de España y Alemania. Contará con 15 shows en vivo. Terminando en la ciudad alemana de Friedrichshafen el 30 de julio de 2012. Antes de iniciar esta gira se presenta en el Festival Wirikuta en la Ciudad de México, una más en el "Reventó Super Estrella" en Los Ángeles, California y tendrá 4 presentaciones en Colombia al finalizar la gira. 

## Antecedentes
Después del éxito de su gira mundial "Otra Cosa Tour" (2010-2011), se anuncia en su página oficial una serie de concierto por Alemania siendo la primera vez que se presenta en ese país con conciertos propios en ciudades como Kassel, Lörrach y Jena.
En los días posteriores confirma una presentación en Paris y en varios festivales internaciones en España como en el Festival "Cruïlla Barcelona" que se llevará a cabo en la ciudad de Barcelona, en un cartel que comparte con músicos como: Iggy & The Stooges, The Specials, Cypress Hill, 2manydjs, y otros artistas reconocidos. En el anuncio de esta presentación aparece que: "Julieta está con ganas de tocar nuevas canciones" 
También se confirma en el cartel en los festivales de "Los Veranos de la Villa" (Madrid) y "Pirineos Sur" (Sallent de Gállego) entre otras ciudades con conciertos propios como Bilbao y Valencia.

## Wirikuta Fest y Colombia
El 30 de abril de 2012 se confirma la presentación de Julieta Venegas en el Wirikuta Fest con el fin de detener la construcción minera en el templo sagrado Wirikuta, localizado en el altiplano de San Luis Potosí y Zacatecas, Rubén Albarrán, vocalista del grupo Café Tacvba suma su voz con la del pueblo wixárika (huichol) con un festival de música.
Se llevaría a cabo el 26 de mayo de 2012, la sede será en el Foro Sol de la Ciudad de México, pero los artistas que están listos son: Caifanes, Café Tacvba, Julieta Venegas, Calle 13, Enrique Bunbury, Ely Guerra entre otras bandas.
A través de este evento se reunirían recursos para dos propósitos: pagar la defensa legal del lugar y generar proyectos productivos para la Sierra de Catorce, zona abandonada y en pobreza, cuya población es mestiza y está a favor del proyecto minero por la generación de empleos.
En enero de 2012 se anuncia por su página oficial 2 fechas de conciertos en Bogotá, Colombia después de años sin presentarse en esa ciudad colombiana. Serán en el Teatro Mayor Julio Mario Santodomingo los días 9 y 10 de octubre. Debido a la gran venta de boletas para estas dos presentaciones, se añadió una más para el 8 de octubre.
Posteriormente, en agosto, añadió una presentación más, esta vez en la ciudad de Medellín el 12 de octubre.

## Desarrollo
La gira Europea de Julieta Venegas comenzó en París, Francia el 4 de julio de 2012 en el Cabaret Sauvage y fue transmitido para México por la página de "Cora Music Live" a las 2 p. m. hora de la Ciudad de México.
Esta gira es de debut y despedida ya que será la última vez que toque las canciones de "Otra Cosa"y no tocará ninguna canción de su nuevo disco, ya que se rumoraba que grabaría el videoclip de su nuevo disco en la capital francesa. En esta presentación Julieta vestía de negro en protesta y luto de las pasadas elecciones en México, expreso su descontento por los resultado en varias ocasiones, tocando dos canciones relacionado con este suceso "Revolución" y "Andamos Huyendo". Venegas declaró antes de tocar esta canción:

«Estamos en México pasando un momento muy duro ahorita [...] es que me voy a poner a llorar si empiezo hablar de esto [...] Hay que siempre mirar  para adelante y pensar que viene cosas mejores para todos nosotros para todos los mexicanos, para todo el mundo en realidad por que el mundo esta revuelto, pero en México estamos casi de luto, así que unámonos todos[...]»

## Lista de canciones
| Manga 1 |
| --- |
| Lista de canciones presentadas en París. 1. "Despedida" 2. "Algún Día" 3. "Original" 4. "Sería Feliz" 5. "Un Lugar" 6. "Limón y Sal" 7. "Canciones de Amor" 8. "Bien o Mal" 9. "Ilusión" 10. "Debajo de Mi Lengua" 11. "Lento" 12. "Otra Cosa" 13. "Amores Platónicos" 14. "Andamos Huyendo" 15. "Algo Está Cambiando" 16. "Sin Documentos" 17. "Me Voy" 18. "Eres Para Mí" 19. "El Presente" Encore: 1. "Revolución" 2. "Andar Conmigo" |

| Manga 2 |
| --- |
| Lista de canciones presentadas en Bogotá y Medellín. 1. "Amores Platónicos" 2. "Limón y Sal" 3. "Original" 4. "Sería Feliz" 5. "Un Lugar" 6. "Algún Día" 7. "Canciones de Amor" 8. "Otra Cosa" 9. "Bien o Mal" 10. "Ilusión" 11. "Si Tú No Estás" 12. "Lento" 13. "Despedida" 14. "Debajo de Mi Lengua" 15. "Duda" 16. "Algo Está Cambiando" 17. "Sin Documentos" 18. "Me Voy" 19. "Eres Para Mí" 20. "El Presente" Encore: 1. "Revolución" 2. "Andar Conmigo" |

## Fechas
| América del Norte     |                  |                |                                           |
| 26 de mayo de 2012    | Ciudad de México | México         | Foro Sol                                  |
| Europa                |                  |                |                                           |
| 4 de julio de 2012    | Paris            | Francia        | Cabaret Sauvage                           |
| 6 de julio de 2012    | Barcelona        | España         | Cruïlla BCN                               |
| 7 de julio de 2012    | Lanzarote        | España         | Carpa del Recinto Ferial de Arrecife      |
| 8 de julio de 2012    | Gran Canaria     | España         | Teatro Pérez Galdós                       |
| 10 de julio de 2012   | Tenerife         | España         | Auditorio de Tenerife                     |
| 13 de julio de 2012   | Madrid           | España         | Teatro Circo Price                        |
| 14 de julio de 2012   | Huesca           | España         | Sallent de Gállego                        |
| 18 de julio de 2012   | Valencia         | España         | Jardines de Viveros                       |
| 21 de julio de 2012   | Bilbao           | España         | Museo Guggenheim                          |
| 20 de julio de 2012   | Vigo             | España         | Festival Portamericano                    |
| 24 de julio de 2012   | Darmstadt        | Alemania       | Central Station                           |
| 25 de julio de 2012   | Kassel           | Alemania       | Kulturzelt                                |
| 26 de julio de 2012   | Jena             | Alemania       | Kulturarena                               |
| 28 de julio de 2012   | Nürnberg         | Alemania       | Bardentreffen                             |
| 29 de julio de 2012   | Lörrach          | Alemania       | Stimmen Festival                          |
| 30 de julio de 2012   | Friedrichshafen  | Alemania       | Kulturufer                                |
| América del Norte     |                  |                |                                           |
| 10 de agosto de 2012  | Los Ángeles      | Estados Unidos | Staples Center                            |
| América del Sur       |                  |                |                                           |
| 5 de octubre de 2012  | Mexicalí         | México         | Isla de las Estrellas                     |
| 8 de octubre de 2012  | Bogotá           | Colombia       | Teatro Mayor Julio Mario Santo Domingo    |
| 9 de octubre de 2012  | Bogotá           | Colombia       | Teatro Mayor Julio Mario Santo Domingo    |
| 10 de octubre de 2012 | Bogotá           | Colombia       | Teatro Mayor Julio Mario Santo Domingo    |
| 12 de octubre de 2012 | Medellín         | Colombia       | Teatro Metropolitano José Gutiérrez Gómez |